# Hypnum intortoplicatum
Hypnum intortoplicatum är en bladmossart som beskrevs av Lobarzewski 1847. Hypnum intortoplicatum ingår i släktet flätmossor, och familjen Hypnaceae. Inga underarter finns listade i Catalogue of Life.